# Catalpa bungei
Catalpa bungei — вид квіткових рослин з родини біньйонієвих (Bignoniaceae). Видовий епітет вшановує ботаніка Олександра Бунге, який зібрав зразки, описані пізніше Карлом Антоном фон Мейєром.

## Опис

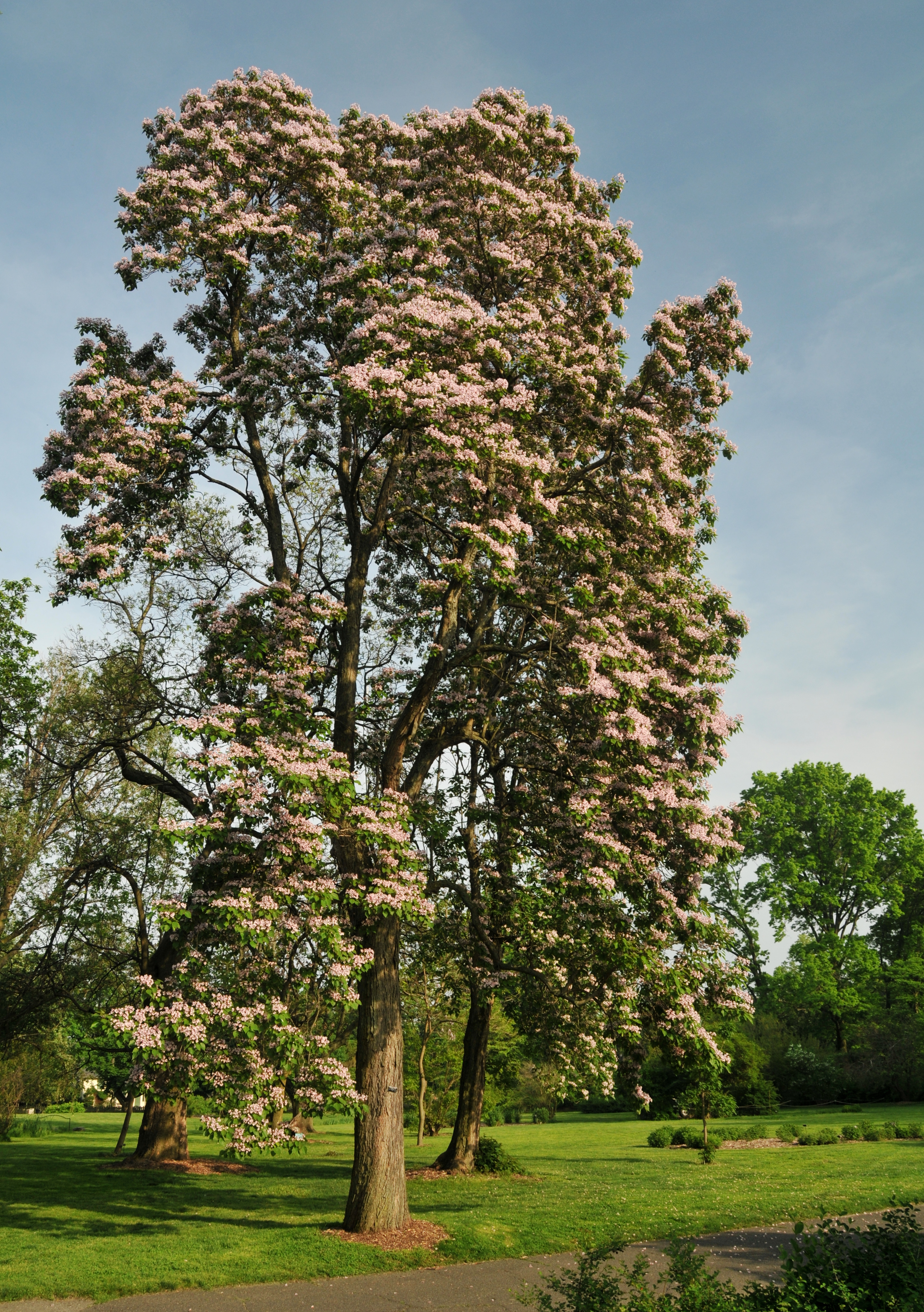
Дерево у квітах

Це дерева 8–12 м заввишки. Листки мають ніжки 2–8 см; листкова пластинка трикутно-яйцювата або яйцювато-видовжена, 6–15 × ≈ 8 см, гола абаксіально (низ), темно-зелена адаксіально, основа широко-клинувата чи серцеподібна, верхівка довго загострена. Суцвіття верхівкові, 2–12-квіткові. Чашечка двогуба, верхівка гостро 2-зубчаста. Віночок блідо-червоний, жовто 2-смугований і з темно-пурпуровими плямами в горлі, 3–3.5 см. Коробочка лінійна, 25–45 см × ≈ 6 мм. Насіння вузько-еліпсоподібне, ≈ 10 × 2 мм, ворсинчасте на обох кінцях. Квітує у травні та червні, плодить у червні — жовтні.

## Поширення
Вид зростає в пн.-цн., пд.-цн. і пд.-сх. Китаї, де його можна знайти в Ганьсу, Хебеї, Хенані, Хунані, Цзянсу, Шеньсі, Шаньдуні, Шаньсі, Чжецзяні; культивується в Гуансі, Гуйчжоу та Юньнані. Це дерево, що росте біля доріг.

## Використання
Використовується як декоративне дерево, задля деревини.